# ラマ (アダルトビデオ)
ラマ（LAMA）とは、かつて存在した日本のアダルトビデオメーカーである。

## 概要
性のリアルな仕草や表情を見せる事を追求・探求した作品を制作しているメーカーである。そのため作品の特徴として、部屋を暗くして被写体にだけ照明を当てた作風のものが多く、無駄を省くために男優が無言でいる事が多い。また販売価格が低価格な面も特徴のひとつである。
新体操部の女の子なら、本当に身体が柔らかい身体的な特徴がある女の子を多く起用し、シリーズ作品である『体育会系少女』『文化系少女』では、コンセプトに合った持ち物や部活着などを着用している。大手アダルトビデオメーカーのプレステージやS-Cuteなどに見られる美少女路線がレーベルの骨子である。
毎月定期的に2タイトルずつ新作をリリースしていたが、2009年11月よりシリーズが増え、毎月4タイトルほどリリースされるようになった。基本的には発売当初からブルセラ・陵辱系に特化している。
2013年より、コスチューム専門レーベル「ラマコス」をだし、妄想族で新メーカーとして販売。
DMMで確認できる新作は、2017年6月発売の『放課後の制服交尾（LAIM-042）』までである。また、Twitterでの公式アカウントでは2017年10月31日の呟きが最後の投稿となっている。

## 主なシリーズ・作品
主なシリーズ・作品は以下の通り。
- 「体育会系少女」
- 「文化系少女」
- 「帰宅部少女」
- 「街角援交少女」
- 「家出援交少女」
- 「少女肉壷扱い」
- 「人妻看護婦肉壷扱い」
- 「美乳女子校生肉壷扱い」
- 「肉壷（俺専用）」
- 「〇〇をねぶり尽くす」

## 主な出演女優
- 妃悠愛
- 月野りさ
- 雪見紗弥
- 秋月玲奈
- 早乙女ルイ
- RUMIKA
- 伊東麻央
- 楓まお
- 和葉みれい
- 麻倉憂
- 大沢美加
- つぼみ
- 早乙女らぶ
- 松すみれ
- 直嶋あい
- 弘前亮子
- このは
- 鈴木なつ
- 結城みさ
- しずく
- 神河美音
- 長谷川しずく
- 大堀香奈
- 高嶺宇海
- 琥珀うた
- 今村美穂
- 橘ひなた
- 武藤クレア
- 桃色バンビ
- 愛原さえ
- 椎名みくる
- 仁科百華
- ERIKA
- さとう遥希
- 上原亜衣
- 蒼乃ミク
- 南梨央奈